# Oshkosh Northwestern

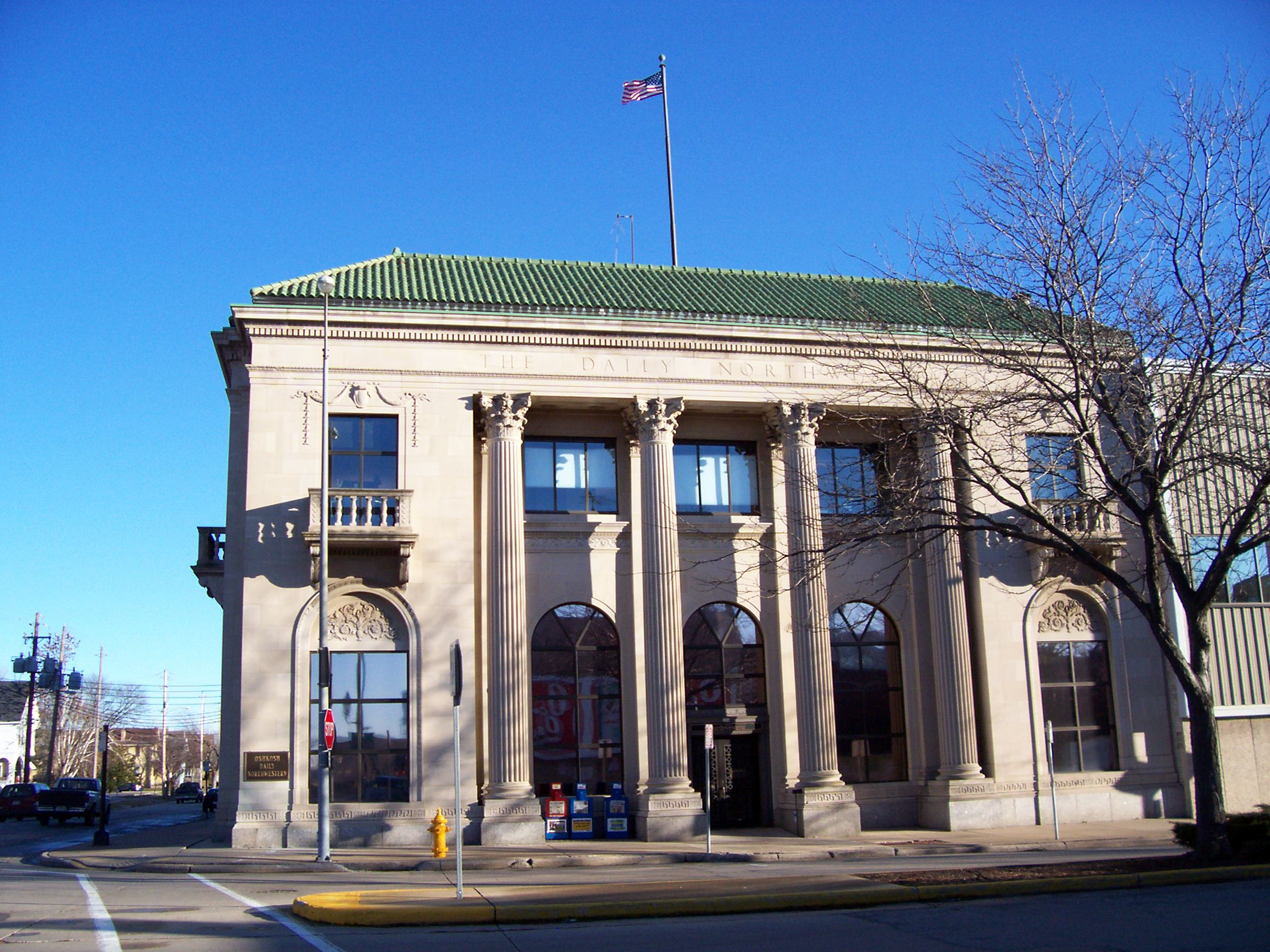
Bâtiment du journal à Oshkosh. Il a été construit en 1930 et est protégé depuis 1982.

Le Oshkosh Northwestern est un quotidien régional américain fondé en 1868 et basé à Oshkosh, dans le Wisconsin. Il est diffusé dans les comtés de Winnebago, de Waushara et de Green Lake.